# Alexander Moisejevitsj Schapiro
Alexander (Abram) Moisejevitsj Schapiro (Russisch: Александр (Абрам) Моисеевич Шапиро, Rostov aan de Don, 1882 – New York, 1946) was een Joods-Russische anarcho-syndicalistische militant actief in de internationale anarchistische beweging. Hij was o.a. betrokken bij het Anarchistisch Congres in Den Haag en later ook het Anarchist Red Cross. Toen de Russische Revolutie uitbrak werkte hij mee aan de krant Golos Troeda (Stem van de Arbeid). Na zijn ballingschap bleef hij zich inzetten voor gevangengenomen revolutionairen onder het bolsjewistische regime en nam hij actief deel aan de oplevende Internationale Arbeidersassociatie (IWA/IAA). Zo was hij op het Uitzonderlijke Congres van de IAA in Parijs als afgevaardigde van de Franse federatie CGTSR bij de bespreking van de situatie in revolutionair Spanje.

## Biografie
Schapiro werd in 1882 of '83 in Rostov aan de Don in het zuiden van Rusland geboren. Hij groeide echter in Constantinopel (tegenwoordig Istanboel) op omdat zijn vader Moise Schapiro, wie onderdeel was van de geheime revolutionaire organisatie Narodnaja Volja, in 1881 een moordaanslag op tsaar Alexander II had proberen te plegen en daarom het Russische Rijk moest ontvluchten. In Constantinopel ging Schapiro naar een Franse school. Hierdoor sprak hij Jiddisch, Russisch, Frans en Turks. Later zou hij ook nog Duits en Engels leren. In het midden van de jaren 1890 keerde zijn vader zich tot het anarchisme en Aleksandr Schapiro begon hierdoor de werken van Peter Kropotkin, Jean Grave en Élisée Reclus te lezen. Nadat hij klaar was met zijn school verhuisde Schapiro naar Sofia in Bulgarije om daar wis- en natuurkunde te studeren.
In augustus 1900 verhuisde hij vervolgens naar Parijs, waar hij aan de Sorbonne ging studeren. Mogelijk was hij hier ook betrokken bij een internationaal anarchistisch congres dat uiteindelijk door de autoriteiten verboden werd. Hij studeerde hier biologie met het idee later een carrière in medicijnen of medische techniek te beginnen. Hij moest echter vanwege financiële problemen zijn studie afbreken. In Parijs werd Schapiro een van de leidende anarchisten en was hij onderdeel van een anarcho-syndicalistische groep.

### Verblijf in Londen
Enige tijd later verhuisde Schapiro op suggestie van Kropotkin naar Londen, waar hij zich bij zijn vader aansloot die inmiddels ook een actief was in het anarchistische milieu in die stad. Schapiro werkte in die tijd als assistent voor de psycholoog August Waller. Dit zorgde ervoor dat Schapiro veel tijd kon besteden aan de anarchistische beweging, hoewel er ook enige publicaties bij het laboratorium van Waller op zijn naam staan.
In London werd Schapiro lid van de Arbeter Fraynd, een Joods anarchistisch collectief. Volgens Sam Dreen, een lid van de groep, was Schapiro intelligent en vaardig, maar ook eigenwijs en overmatig intellectueel, en daardoor niet in contact met onderwerpen die de arbeiders aangingen. Het collectief ging uit elkaar over de vraag over deelname aan de vakbonden. Schapiro was hiertegen, hij had angst dat de anarchistische principes in het gedrang zouden kunnen komen door de vakbond.
Schapiro was tijdens het Internationale Anarchistische Congres in Amsterdam in 1907 gedelegeerde voor de Jewisch Anarchist Federation (Joodse Anarchistische Federatie) in Londen. Hier werd hij gekozen voor een van de drie afdelingen van de Anarchistische Internationale die werd opgericht - in feite een bureau voor internationale uitwisseling.
In de jaren na de mislukte revolutie van 1905 in Rusland werden de anarchisten in Rusland zwaar vervolgd. Honderden werden tot lange gevangenisstraffen veroordeeld of geëxecuteerd en velen vluchtte naar het westen. In 1907 richtte een groep bannelingen het Anarchist Red Cross om gevangenzittende anarchisten in het Russische Rijk te ondersteunen. Schapiro leidde het hoofdbureau van het netwerk in Londen samen met Kropotkin, Varlaam Tsjerkesov en Rudolf Rocker. In 1913 nam Schapiro deel aan het Eerste Internationale Syndicalistische Congres in Londen. Hij representeerde hier organisatie, maar was hier samen met Christiaan Cornelissen vertaler. De Duitse delegatie loofde Schapiro om zijn objectieve benadering en Alfred Rosmer stelde dat hij de enige deelnemer was die zijn hoofd koel hield.
Met het uitbreken van de Eerste Wereldoorlog was Schapiro een belangrijke spil in de internationale anarchistische organisatie. Hij was een van de ondertekenaars van het Internationale Anarchistische Manifest dat in Londen werd opgesteld tegen de Eerste Wereldoorlog. Schapiro was een van de weinige anarchistische vrienden van Kropotkin die zijn banden behield na Kropotkins rol bij het opstellen van het Manifest van de zestien, dat in feite kant koos van de Geallieerden in die oorlog.

### Rusland en de Russische Revolutie
Na de uitbraak van de Russische Revolutie in februari reisde Aleksandr Schapiro via de Pacifische route naar Rusland. Hij kwam in juli in Petrograd aan als een van de vele anarcho-syndicalisten die terugkeerden uit hun ballingschap. Hij begon een Jiddische krant en sloot zich aan bij de Unie voor Anarcho-Syndiscalistische Propaganda en schreef voor diens krant en uitgeverij Golos Troeda. Golos Troeda bevond zich eerder in New York als het orgaan van de Bond van Russische Arbeiders in de Verenigde Staten en Canada, maar verhuisde in 1917 naar Petrograd.
De anarcho-syndicalisten propageerden arbeiderszelfbestuur door middel van fabriekscomités, welke zij als hart van de toekomstige niet-kapitalisische samenleving zagen. Hierin hadden zij een vergelijkbaar standpunt als de Bolsjewieken, doch zagen zij de steeds grotere dominantie van de Bolsjewieken met argusogen aan. Schapiro riep in september op voor de “complete decentralisatie en het meest diepgaande zelfbeschikkingsrecht van de lokale organisaties” om zo te voorkomen dat de arbeidersraden - de sovjets - een instrument voor politieke macht zouden worden.
Na de Oktoberrevolutie, die in eerst instantie door Golos Troeda werd geviert, namen de Bolsjewieken de macht over. De relatie tussen de Bolsjewieken en de anarcho-syndicalisten werd daarop al snel gespannen. Hoewel de anarcho-syndicalisten op dat moment de Bolsjewieken bekritiseerden, werkten zij nog wel met de Sovjet-regering samen in diens strijd tegen de Witte legers. Zij zagen de Witten als een groter gevaar en hoopten na die verslagen te hebben op een derde Revolutie.
Schapiro werkte in 1918 voor het Commisariaat voor Joodse Zaken. En promootte het Sovjet-systeem onder Joodse arbeiders (doch niet specifiek de Bolsjewistische variant). In 1920 werkte hij voor het Commisariaat voor Buitenlandse Zaken. Hier ontmoette hij ook tot anarcho-Bolsjewiek geworden Victor Serge die Schapiro omschreef als een man met “een kritische en gematigde houding.”
In 1918 begon de repressie tegen de anarchistische beweging. In mei werd Golos Troeda gesloten en richtte Schapiro zijn energie op het stoppen van de repressie. In 1920 bezocht een syndicalistische delegatie uit verschillende westerse landen Moskou. Zij wisten weinig over de omstandigheden in Rusland en bezochten o.a. Peter Kropotkin, Emma Goldman, Alexander Berkman en Schapiro. Hier hoorde zij over de anarcho-syndicalistische kritiek op het regime en hun angst voor vervolging.Enkele van deze syndicalisten deelden deze zorgen met de bolsjewistische regering.
Na het congres van de Syndicalisten verbleef Alfred Rosmer, de Franse syndicalist wie Schapiro in Amsterdam had leren kennen, in Rusland. Hij steunde de Bolsjewieken en werd gekozen als lid van de Comintern. Rosmer nam contact op met Schapiro en ontmoette hem in de drukkerij van Golos Troeda. De Russische syndicalisten hadden een brief opgesteld in protest tegen de repressie en hoopten dat Rosmer deze in de Comintern zou willen presenteren. Rosmer en Schapiro bespraken dit onderwerp en Rosmer was optimistisch dat dit kon worden opgelost. Hij was echter verrast door de vijandige toon van de brief en weigerde deze in te dienen als deze niet werd aangepast. Uiteindelijk herschreven Schapiro en Gregori Maksimov de brief en Rosmer diende deze in februari 1921 in.
In 1921 reisde Schapiro samen met Emma Goldman en Nikolaj Ivanovitsj Pavlov met de trein naar Peter Kropotkin, die bijna 80 was en een longontsteking had. Zij kwamen door treinvertraging op 8 februari enkele uren na het overlijden van Kropotkin aan. Schapiro zou samen met Alexander Berkman zijn begrafenis organiseren, de laatste grote openbare anarchistische manifestatie.
Begin 1921 begon de regering anarchistische literatuur te verbieden. Na de Kronstadt-opstand in maart begon de regering actief anarchisten te arresteren. Schapiro, die tot nog toe relatief gematigd was geweest, nam nu een principiële positie in. In mei was Schapiro de ondertekenaar van een protestbrief tegen de onderdrukking van anarchisten in Rusland. In juli werd op de Rode Vakbondsinternationale (RVI) door verschillende Europese syndicalisten op initiatief van Schapiro en enige anderen protest aangetekend tegen de repressie tegen anarchisten en syndicalisten in Rusland. Hierbij werd ook geëist dat Schapiro zich bij het congres zou mogen aansluiten. Dit mocht hij echter niet, toch werden enkele anarchistische gevangenen vrijgelaten en verbannen - onder hen o.a. Gregori Maksimov en Volin met wie Schapiro in Golos Troeda had samengewerkt. Na het congres zou Schapiro het RVI afdoen als de “onrechtmatige dochter van de Comintern en de dienstmeid van de Russische Communistische Partij” en waarschuwde de Italiaanse syndicalisten er niet meer samen te werken.
In juni 1921 schreven Schapiro, Goldman, Berkman en Aleksej Borovoj een anoniem pamflet getiteld "De Russische Revolutie en de Communistische Partij", welke naar Duitsland werd gesmokkeld en daar door Rudolf Rocker werd uitgegeven. Zij stelden dat de anarchisten zich terughoudend hadden opgesteld tegen de repressie die zijn ontvingen vanwege de Burgeroorlog die woedde om zo niet de “gemeenschappelijke vijand, het wereldimperialisme, te steunen”. Het einde van de burgeroorlog toonde echter dat er een grotere bedreiging voor de revolutie was “ het grootste gevaar voor de revolutie niet van buitenaf komt, maar binnen het land zelf leeft; dit gevaar is een gevolg van de aard der sociale en economische verordeningen die de huidige ‘overgangsperiode’ karakteriseren.”
December 1921 kregen Schapiro, Berkman en Goldman toestemming om het Internationale Anarchistische Congres in Berlijn bij te wonnen dat van 25 december tot 2 januari zou duren. Ze werden echter in Litouwen tegengehouden en misten daardoor het congres. Zweden liet hen echter wel toe en uiteindelijk besloot Schapiro zich bij de in Berlijn aanwezige Russische syndicalistische bannelingen aan te sluiten.
In 1922 was er een syndicalistische conferentie in Berlijn. Hier werd de internationale organisatie van de beweging besproken. Schapiro, nam tijdens de congres de ruimte om de repressie tegen anarchisten en syndicalisten in Rusland te veroordelen. Er werd een Internationaal Syndicalistisch Bureau opgericht waarvan Schapiro de russische afgevaardigde zou worden. Op het congres stond ook de samenwerking met de Rode Vakbondsinternationale (RVI) ter discussie. Schapiro stelde voor de onderhandelingen met het RVI af te breken.
Na het congres besloot hij naar Rusland terug te keren met het idee dat hij daar een bijdrage kon leveren. Hij nam contact op met Tsjitsjerin, van wie hij de garantie kreeg dat hij veilig naar Rusland kon terugkeren. In de nacht van 2 op 3 september werd Schapiro echter in Moskou gearresteerd. Hij werd beschuldigd samen te werken met ondergrondse anarchisten, maar de geheime dienst was vooral geïnteresseerd in zijn internationale contacten. Schapiro stuurde vanuit de gevangenis een brief aan Tsjitsjerin maar die negeerde hem. Ook het RVI weigerde het Internationale Syndicalistische Bureau te informeren over zijn arrestatie. Het nieuws van zijn arrestatie wist echter toch het westen te bereiken en na protest van westerse syndicalisten werd Schapiro in oktober 1922 alsnog vrijgelaten en verbannen op last van anti-Sovjet-activiteiten. De Sovjet-regering was bang dat zijn gevangenschap de relatie tussen de Confédération générale du travail unitaire (CGTU) uit Frankrijk, toen nog syndicalistisch, en het RVI zou schaden.

### Ballingschap
Schapiro keerde terug naar Berlijn, waar hij een van de meest actieve Russische bannelingen was. Hij werkte o.a. samen met Gregori Maksimov samen aan de anarcho-syndicalistische krant Rabotsji Poet (De weg van de Arbeiders), welke in het geheim in Rusland werd verspreid. De krant werd financieel ondersteund door het Internationale Syndicalistische Bureau en werd gedrukt in de drukkerij van de Duitse krant Der Syndikalist.

### Internationale Arbeidersassociatie
In december 1922 was Schapiro betrokken bij de oprichting van de anarcho-syndicalistische Internationale Arbeidersassociatie (IAA/IWA), was de definitieve breuk tussen het syndicalisme en het bolsjewisme zou betekenen. De zetel van de IAA werd in eerste instantie Berlijn. Schapiro, Augustín Souchy en Rudolf Rocker werden verkozen tot diens secretariaat. Het ledenbestand van de organisatie bestond bijna volledig uit Europese en Latijns-Amerikaanse organisaties.
Rabotsji P werd het Russische orgaan van de IAA. Schapiro gebruikte de krant om de lessen die hij had geleerd uit de Russische Revolutie uiteen te zetten. Volgens hem hadden de anarchisten twee soorten reacties gehad in de revolutie, die beide een contrarevolutionair element in zich droegen. De eerste was volgens hem die dat de revolutie direct volledig anarchistisch moest zijn en anders geen revolutie is. De tweede was dat de revolutie niet noodzakelijkerwijze anarchistisch was en dat daarom de dictatuur als een noodzakelijke overgangsfase zou dienen op de weg naar een staatsloze maatschappij. De laatste werd volgens hem vertegenwoordigd door de zogenaamde anarcho-Bolsjewieken, die zich volgens hem onderwierpen aan de abstract opgevatte realiteit, de eerste zag hij vertegenwoordigd in de Machnovsjtsjina, die volgens hem de realiteit aan hun abstracte ideaal wilde onderwerpen. Volgens Schapiro was het nodig dat er een theorie over het revolutionaire proces nodig was volgens hem altijd vol tegenstellingen verloopt, omdat die over de post-revolutionaire samenleving daarvoor geen antwoorden biedt.
Schapiro reisde naar Frankrijk waar hij zijn werk voor de IAA voorzette. In Frankrijk werkte hij mee aan een andere anarcho-syndicalistische krant, La Voix de Travail (De stem van de arbeid). Uiteindelijk verliet hij Europa voor New York, vanwaar hij zich tot zijn dood zou blijven inzetten voor Russische politieke gevangenen.